# 성동현
성동현(1999년 5월 18일 ~ )은 KBO 리그 LG 트윈스의 투수이다.

## 아마추어 시절
2학년 때부터 팀의 주축 선수로 활약했으며, 3학년 때는 최건과 함께 팀의 마운드를 이끌었다. 2학년 때 서울권 1차 지명 후보로 언급됐으나 3학년 때 허리 부상으로 주춤해 1차 지명에서 밀렸다. 하지만 잠재력을 인정받아 2차 1라운드 7순위로 LG 트윈스에 지명됐다.

## LG 트윈스시절
2018년 10월 13일 SK전에서 구원 등판하며 데뷔 첫 경기를 치렀고, 경기에서 0.1이닝을 무실점을 기록했다. 팀이 역전하면서 데뷔 첫 등판에서 승리 투수가 됐다.

## 출신 학교
- 백마초등학교
- 홍은중학교
- 장충고등학교

## 통산 기록
| 연도 | 팀명  | 평균자책점 | 경기 | 완투 | 완봉 | 승 | 패 | 세 | 홀 | 승률  | 타자 | 이닝 | 피안타 | 피홈런 | 볼넷 | 사구 | 탈삼진 | 실점 | 자책점 |
| ---- | ----- | ---------- | ---- | ---- | ---- | -- | -- | -- | -- | ----- | ---- | ---- | ------ | ------ | ---- | ---- | ------ | ---- | ------ |
| 2018 | LG    | 0.00       | 1    | 0    | 0    | 1  | 0  | 0  | 0  | 1.000 | 2    | 0.1  | 1      | 0      | 0    | 0    | 0      | 0    | 0      |
| 통산 | 1시즌 | 0.00       | 1    | 0    | 0    | 1  | 0  | 0  | 0  | 1.000 | 2    | 0.1  | 1      | 0      | 0    | 0    | 0      | 0    | 0      |